# 1713 en droit
Cet article présente les faits marquants de l'année 1713 en droit.

## Événements
- 29 janvier : Second traité de la Barrière à Utrecht entre la Grande-Bretagne et les Provinces-Unies[1].

- 14 mars : traité pour l'évacuation de la Catalogne et la neutralité de l'Italie[2].

- 26 mars : par le traité de l'asiento, le Royaume-Uni s'assure pour trente ans le monopole du commerce des esclaves avec l'Amérique latine et devient la première nation esclavagiste[3]. Elle obtient de l’Espagne l’autorisation d’envoyer un navire par an dans les colonies espagnoles (vaisseau de permission). Les Britanniques ancrent ce vaisseaux en face de Buenos Aires, les autres navires faisant la navette avec Bristol.

- 11 avril : traité d'Utrecht. La baie d'Hudson, l’Acadie et Terre-Neuve sont cédés aux Britanniques par la France, qui conserve l’Île du Cap-Breton. Saint-Christophe est attribuée aux Britanniques[4].

- 11 avril : traités d’Utrecht entre France et Grande-Bretagne, France et Brandebourg (Prusse), France et Portugal, France et Savoie[2] (1713-1715), négociés pour la France par Polignac, Huxelles et Mesnager. Philippe V conserve la couronne d’Espagne mais cède à l’empire les possessions espagnoles en Italie et aux Pays-Bas. La Gueldre espagnole passe à la Prusse. La France conserve ses conquêtes (elle renonce à ses garnisons au-delà des cols à la frontière avec la Savoie mais reçoit la région de Barcelonnette dans la vallée de l'Ubaye). La France s’engage à démilitariser Dunkerque et reconnaît Anne Stuart, veuve de Guillaume III, comme reine. Le prétendant Jacques III Stuart est expulsé de France. La Grande-Bretagne reçoit de précieux avantages outre-mer (Acadie, asiento noir) et devient la maîtresse des mers. La Hollande, épuisée par la guerre, ne peut plus lutter contre elle.

- 10 mai : les Bourbons d’Espagne adoptent la loi salique[5].

- 23 juin : par une lettre au gouverneur de Nouvelle-Écosse Nicholson, la reine Anne autorise les Acadiens à vendre leurs terres[6]. Les autorités françaises incitent les Acadiens à quitter Plaisance (à l’extrémité sud-est de Terre-Neuve, aujourd’hui appelé Placentia) pour le Cap Breton (île en bordure nord-est de la Nouvelle-Écosse), mais sans succès[7].

- 24 juin : renouvellement du traité de Prout (1711) à Andrinople entre la Russie et l'Empire ottoman[8].

- 13 juillet : traités d’Utrecht entre Espagne et Grande-Bretagne, Espagne et Savoie. La Savoie obtient la Sicile, la Grande-Bretagne Gibraltar et Minorque. Philippe V conserve l’Espagne et les colonies, mais doit céder en dédommagement Milan, Naples, la Sardaigne et les Pays-Bas à Charles de Habsbourg devenu l’empereur Charles IV. L’empereur ne peut se résigner à perdre l’Espagne, et continue seul la guerre jusqu’en 1714.